# Берне (Горња Савоја)
Берне (фр. Bernex) је насељено место у Француској у региону Рона-Алпи, у департману Горња Савоја.
По подацима из 2011. године у општини је живело 1245 становника, а густина насељености је износила 55,8 становника/km².

## Демографија
| 1962. | 1968. | 1975. | 1982. | 1990. | 2011. |
| ----- | ----- | ----- | ----- | ----- | ----- |
| 711   | 613   | 618   | 638   | 737   | 1.245 |